# Flaminia CivitaCastellana
L'Associazione Sportiva Dilettantistica Flaminia CivitaCastellana, semplicemente nota come Flaminia CivitaCastellana o Flaminia, è una società calcistica italiana, con sede a Civita Castellana, in provincia di Viterbo, militante in Serie D.
In quanto erede della tradizione sportiva delle storiche formazioni A.S. Civita Castellana e U.S. Pool Industrie Civita Castellana, rappresenta la maggiore realtà calcistica della città.

## Storia

### Gli inizi
Le origini del calcio civitonico risalgono al periodo fascista, quando nel 1931 alcuni giovani dell'epoca, dopo aver svolto attività a carattere episodico, formarono la U.S. Veliti del Littorio, che disputò i campionati di Terza Divisione 1931-1932 e 1932-1933. Nel decennio successivo, l'unica altra partecipazione regionale avvenne nella stagione 1938-39, con l'iscrizione del Dopolavoro Civitacastellana in divisa granata al girone A laziale di Seconda Divisione, terminato con un buon 3º posto.

### La Serie C nel dopoguerra e il declino
Nel 1945, al termine della guerra di liberazione italiana, la città colse l'occasione di inserire una rappresentativa cittadina, l'AS Civita Castellana, nel rinato torneo di Serie C, prima volta di una formazione cittadina in un torneo sia professionistico che nazionale, restandoci per le 3 stagioni successive. La stagione di debutto venne conclusa al 10º posto nel girone C di Lega Nazionale Centro-Sud.
La migliore prestazione venne registrata nella stagione 1946-47, dove la squadra terminò al 1º posto nel girone E di Lega Interregionale Centro. Nonostante il 6º e ultimo posto nelle finali di promozione, fu comunque la stagione di una formazione civitonica più vicina alla promozione in Serie B. L'atto conclusivo del periodo professionistico si compì già nella stagione seguente, con il 13º posto nel girone P e la conseguente retrocessione. Nonostante il diritto a disputare il neonato campionato di Promozione, la formazione non riuscì a iscriversi, trovandosi costretta a ripartire dai tornei amatoriali.
A parte 3 sole apparizioni al massimo livello regionale, nelle stagioni 1951-52 (Prima Divisione), 1953-54 e 1954-55 (Promozione), nei 4 decenni che seguirono, il calcio civitonico conobbe in prevalenza piazzamenti a livelli provinciali e regionali di basso livello, ben lontani dal calcio di alto livello che la città rappresentò nell'immediato dopoguerra.

### L'era Pool Industrie tra C.N.D. ed Eccellenza
Nel 1991 il G.S. Ceramiche Civita Castellana, militante in Prima Categoria, raggiunse un accordo di fusione con l'U.S. Nuova Fabrica di Fabrica di Roma, neo-promossa in Eccellenza, costituendo la nuova US Colavene, che acquisì il diritto fabrichese a disputare il campionato di Eccellenza. Fu la prima formazione dopo 36 anni a toccare il vertice dei tornei regionali.
Al debutto, la formazione arrivò già al 1º posto, nel girone A laziale, ottenendo al primo colpo la promozione nel Campionato Nazionale Dilettanti. In coincidenza col ritorno dopo 44 anni in un torneo nazionale, la squadra cambiò denominazione in US Pool Industrie Civita Castellana.
Dal 1992-93 al 1996-97, la squadra disputò regolarmente il C.N.D., ottenendo la miglior prestazione nel 1994-95, con il 5º posto nel girone G e arrivando in semifinale nella fase C.N.D. di Coppa Italia Dilettanti. Nel 1996-97, col 15º posto nel girone F, la Pool Industrie chiuse il suo periodo nazionale retrocedendo in Eccellenza.
Dal 1997-1998 per tutto il decennio successivo, ad eccezione della veloce parentesi Serie D 2001-2002, la squadra si mantenne regolarmente in Eccellenza, ponendosi quasi sempre ai piani alti della classifica. Nel 2004-05 ottenne la miglior prestazione nel campionato di Eccellenza, concludendo la stagione in testa a pari punti col Pisoniano; si vide costretta a cedere lo scettro solo dopo un combattuto spareggio, perso 1-2 ai tempi supplementari; dette successivamente bandiera bianca pure ai play-off nazionali, all'atto finale perdendo rovinosamente in casa al ritorno 0-3 contro gli emiliani della Meletolese dopo un combattuto 2-3 all'andata.
Nel 2006 la società assunse la denominazione ASD Calcio Ceramica Flaminia. Nel 2007 la strada dell'ex-Pool Industrie incrociò quella di Rignano Flaminio (RM), presso cui la società si trasferì, interrompendo il quasi ventennio di storia di Civita Castellana ai vertici dei campionati dilettantistici.

### La rinascita (2008-)
Nel giugno 2008, il Sassacci, militante in Terza Categoria e rappresentante dell'omonima frazione del comune di Civita Castellana, acquisisce il titolo sportivo, tramite fusione, del Bassano Romano, reduce dalla sua prima stagione in Serie D. Dalla fusione dei club nasce l'ASD Flaminia Civita Castellana che rievoca la tradizione sportiva dello storico Ceramica Flaminia, trasferitosi l’anno precedente a Rignano Flaminio.
A partire dalla stagione d'esordio 2008-2009, la formazione milita stabilmente in Serie D, facendo registrare come stagione migliore stagione quella 2009-2010, in cui la squadra conclude al 6º posto nel girone G e raggiunge i trentaduesimi di finale in Coppa Italia Serie D.
Nel 2014-2015, la società assume la denominazione di ASD Virtus Flaminia CivitaCastellana, ma torna al nome precedente nella stagione successiva.
Nell'estate 2017, la società si trasferisce a Carbognano a causa di discrasie con il main sponsor Ceramica Flaminia e con l'amministrazione comunale di Civita Castellana. A seguito del trasferimento, la società assume la nuova denominazione di Calcio Flaminia e si iscrive nel girone G di Serie D. Nel frattempo, esonera anche l’allenatore Pierluigi Vigna, che lascia spazio a Vito Filippo di Pierro.
L’esperienza nella nuova città non dura molto: infatti, il 16 novembre 2017, il presidente Roberto Ciappicci lascia la società, che viene rilevata dalla Ceramica Flaminia. Il patron di quest’ultima, Augusto Ciarrocchi, richiama in panchina Pierluigi Vigna e avvia le pratiche per riportare il club a Civita Castellana, avviando anche una collaborazione con la società giovanile del Jfc Civita Castellana e tornando dunque alla precedente denominazione di Flaminia CivitaCastellana.
Nelle stagioni successive, nonostante vari cambi di allenatore, la squadra riesce a raggiungere sempre una tranquilla salvezza.

## Palmarès

### Competizioni nazionali
- Serie C: 1

1946-1947 (girone E)

### Competizioni regionali
- Eccellenza: 1

1991-1992 (girone A)

## Statistiche e record

### Partecipazione ai campionati nazionali
| Livello | Categoria                       | Partecipazioni | Debutto   | Ultima stagione | Totale |
| ------- | ------------------------------- | -------------- | --------- | --------------- | ------ |
| 3º      | Serie C                         | 3              | 1945-1946 | 1947-1948       | 3      |
| 4º      | Serie D                         | 12             | 2014-2015 | 2025-2026       | 12     |
| 5º      | Campionato Nazionale Dilettanti | 5              | 1992-1993 | 1996-1997       | 12     |
| 5º      | Serie D                         | 7              | 2001-2002 | 2013-2014       | 12     |

### Partecipazione ai campionati regionali
| Livello | Categoria       | Partecipazioni | Debutto   | Ultima stagione | Totale |
| ------- | --------------- | -------------- | --------- | --------------- | ------ |
| I       | Prima Divisione | 1              | 1951-1952 | 1951-1952       | 13     |
| I       | Promozione      | 2              | 1953-1954 | 1954-1955       | 13     |
| I       | Eccellenza      | 10             | 1991-1992 | 2006-2007       | 13     |